# King's Stanley
King's Stanley is een civil parish in het bestuurlijke gebied Stroud, in het Engelse graafschap Gloucestershire.